# Todos somos Ángeles
Todos somos Ángeles is een album van Ángeles del Infierno.

## Inhoud
1. Todos somos Ángeles Parte 1
2. Todos somos Ángeles Parte 2
3. No lo sé
4. Buscando la Llave
5. Hijos de América
6. Un sentimiento de amor
7. Cae la noche
8. Shy Boy (Loco por ti)
9. El Rey
10. Misterios
11. Yo sé que tú estás aquí